# E58
E58 eller Europaväg 58 är en europaväg som börjar i Wien i Österrike, går via Slovakien, Ukraina, Rumänien, Moldavien, Ukraina igen och slutar i Rostov-na-Donu i Ryssland. Längden är ungefär 220 mil.

## Sträckning
Wien - (gräns Österrike-Slovakien) - Bratislava - Zvolen - Košice - (gräns Slovakien-Ukraina) - Uzjhorod - Mukatjeve - (gräns Ukraina-Rumänien) - Halmeu – Baia Mare - Dej - Bistrița - Vatra Dornei - Suceava – Botoșani - Iași - (gräns Rumänien-Moldavien) - Sculeni  - Chişinău - (gräns Moldavien-Ukraina) - Odessa - Cherson - Melitopol - (gräns Ukraina-Ryssland) - Taganrog - Rostov-na-Donu

## Motorvägar
Vissa delar är motorväg.
- A4 (motorväg, Österrike)

## Anslutningar
| - E60 gemensam sträcka - E65 - E75 - E571 lång gemensam sträcka - E572 - E77 - E71 |  | - E50 gemensam sträcka - E573 - E81 gemensam sträcka - E671 gemensam sträcka - E576 - E85 - E583 |  | - E581 - E95 - E97 - E105 - E115 |